# Vetranio
Konstancije II. izvukao bi deblji kraj u ratu s Magnencijem da nije bilo starog generala Vetranija. Vetranio je bio vojni zapovjednik u Iliriku, te se pod njegovim utjecajem Ilirik nije priklonio Magnenciju nakon što je Konstans I. ubijen. Vetranio je bio jednostavan čovjek i iskusan ratnik. Od početka je rekao da za njega postoji samo jedan zakoniti car Konstancije II. No kćer Kostantina Velikog imenom Konstantina, očito želeći preko Vetranija ostvariti određenu političku moć za sebe, spletkama je uspjela nagnati starog Vetranija da se proglasi carem te mu je osobno stavila dijadem na glavu.
Čuvši što se dogodilo Konstancije II. zaokupljen ratom protiv Parta na Eufratu, proglašava zapovjednika pješadije Ilirika, Vetranija za suvladara u Mursi 1. ožujka 350. godine. Nakon priznanja Konstancija, zamolio ga je Vetranio da mu pošalje svoju pomoć. Konstancije ili nije htio ili nije mogao poslati pomoć. Naredio je samo svojim trupama na donjem Dunavu da se stave pod Vetranijevu komandu, a po svojim poslanicima poslao mu je i zlata.
Zbog veće blizine Magnencijevih vojnih snaga Vetranije je silom prilika morao tražiti bar prividno bolje odnose s uzurpatorom, iako je srcem, kao stari vojnik, bio bliži zakonitoj carskoj kući. Magnencije je Vetraniju slao pozive na savez i nakon početnog krzmanja, a ne raspolažući dovoljnim vojnim snagama da mu se odupre, Vetranio je napokon na takav savez pristao. O trajanju i efektivnoj vrijednosti toga saveza nemamo nikakvih povijesnih podataka, osim vijesti o slanju zajedničkog poslanstva cara Konstanciju II, koje je trebalo pokušati da se s Konstancijem postigne sporazum o podjeli carstva. Magnencije priznaje Vetranija za sucara. Osim toga u Rimu se dešava još jedan udar 3. lipnja 350 koji izvodi Flavije Popilije Nepocijan, sin Konstantinove polusestre Eutropije i Konstancijev bratić i proglašava se carem, ali Marcelin guši tu pobunu.
Konstancije je potaknuo Germane da provale u Galiju. Zbog toga je Magnencije proglasio svojeg rođaka Magna Decencija za cezara zapada sa zadatkom obrane granica od upada barbara. Za to vrijeme Konstancije je teško porazio Perzijance prilikom opsade pograničnog grada Niziba poslije tri mjeseca opsade i nanio mu teške gubitke i natjerao ga na povlačenje. Osiguravši se na istoku Konstancije sa svojim legijama kreće na zapad i krajem 350. godine dolazi do Serdika (Sofije).
Vetranije je tada učinio potez koji je kasnije sigurno nepovoljno utjecao na carevo držanje prema njemu: naredio je zatvaranje prolaza kroz trakijske klance. Da razjasni razloge za takav korak, šalje Konstancije svoje, a istodobno i Magnencije svoje poslanike Vetraniju. Čini se da je misija Konstancijevih poslanika bila uvjerljivija od Magnencijevih, jer se Vetranio odlučuje na sudbonosni korak i polazi u susret Konstanciju koji kreće s velikom vojskom iz Carigrada na Balkan.
Stigavši u Traciju Konstancije II se susreće s veleposlanicima Magnencija i Vetranija. Rekao im je da mu treba jedan dan da se posavjetuje sa svojim savjetnicima. Znao je da građanski rat protiv oba uzurpatora vodi u propast. Stoga je trebalo razjediniti suparnike. Sutradan je odbacio zahtjeve uzurpatora uz riječi -Noćas u snu mi se pojavila sjena moga oca Konstantina koja je dršala tijelo mog ubijenog brata. poznati glas me je pozvao na osvetu, zabranio mi da očajavam i obećao mi uspjeh i besmrtnu slavu u tom činu.
Magnencijev veleposlanik je grubo otjeran, a s Vetranijevim je znatno bolje postupano. Uskoro je diplomatskim manevarima Konstancije II pridobio Vetranija na svoju stranu. Stari general dojahao je u grad Sardicu, blizu današnje Sofije u Bugarskoj na čelu 20 000 konjanika i još brojnijeg pješaštva da se pridruši pravom caru. Konstancije II uspio je pridobiti moćne ilirske legije na svoju stranu. Vetranijeva vojska je bila brojnija od Konstancijeve. Nakon susreta u Serdici (Sofija) kreću oba cara zajedno prema zapadu i stižu u Naissus (Niš). Konstancije nije šelio dijeliti vlast s Vetranijem, te je odlučio pokušati na elegantan način riješiti taj problem. Po dolasku ilirskih legija pripremljena je predstava. Ujedinjenoj vojsci naređeno je da se okupi na obližnjoj ravnici na kojoj je postavljen tribunal. Rimljani i barbari u službi cara, svaka jedinica pod svojim stijegom, stvorili su ogroman krug oko tribunala. 
Godine 350. 25. XII dolazi u Nišu do scene koja se odlikuje teatralnošću i ujedno svjedoči o diplomatskoj lukavosti Konstancija II, koji je, katkada krut čak i prema vlastitoj užoj rodbini, u ovom slučaju dao primjer državničke mudrosti štedeći svog protivnika (slučaj, koji se u čitavoj povijesti Rimskog Carstva moše usporediti jedino s obzirnošću cara Aurelijana, koji je nakon zarobljenja ostavio na životu svog protucara Tetrika). Oba cara odlaze na polje na kojem su postrojene njihove vojske. Penju se na tribinu i cjelokupna vojska, dakle i Vetranijevi vojnici koje su već prije toga podgovorili Konstancijevi emisari, pozdravlja gromko zakonitog cara uskraćujući teko pozdrav Vetraniju kao caru.
Konstancije II. prvi uzima riječ spominjući u svom govoru i svog velikog, od vojske obožavanog oca, izazivajući oduševljenje prisutnih i cijele vojske. Preplašen takvim razvojem raspoloženja Vetranio, izgubivši svaku samosvijest u očaju pade ničice pred Konstancijem, koji mu najprije diže s glave dijadem, a zatim i grimizni plašt s ramena, no odmah ga pridigne zagrlivši ga i nazvavši ga ocem siđe s njim s tribine i povede ga kasnije sa sobom na objed. 
Tako je tragikomično završila desetmjesečna vladavina tog vrsnog bivšeg generala, no slabog državnika. Dok je Konstancije II s olakšanjem što se je tako lako riješio nezgodnog trećeg u svom konačnom obračunu s Magnencijem kretao iz Niša prema Sirmiju, svrgnuti Vetranije putovao je u protivnom smjeru prema Carigradu, a odatle u svoje novo boravište koje mu je odredio Konstancije II, u Brusu u Bitiniji. gdje su mu dodijeljena i zemljišta uz palaču, u kojoj će u miru prošivjeti još preostalih šest godina šivota, koja su mu omogućila otmjen život patricija carstva.